# Брама Індії (Делі)
Брама Індії (англ. India Gate, гінді इंडिया गेट), раніше Всеіндійський військовий меморіал — монумент в Нью-Делі на згадку про близько 90 000 солдатів Армії Британської Індії, що загибли в англо-афганських війнах та у в роки Першої світової війни.
Зведений за проектом Едвіна Лаченса і урочисто відкритий в 1931.
Спочатку перед брамою стояв пам'ятник Георгу V, що пізніше був перенесений до парку Коронації. Після закінчення Індо-Пакистанської війни 1971 року Індіра Ганді відкрила поряд з брамою Могилу невідомого солдата. Покладання вінків до цього пам'ятника входить в програму державних візитів до Індії глав іноземних держав.

## Галерея

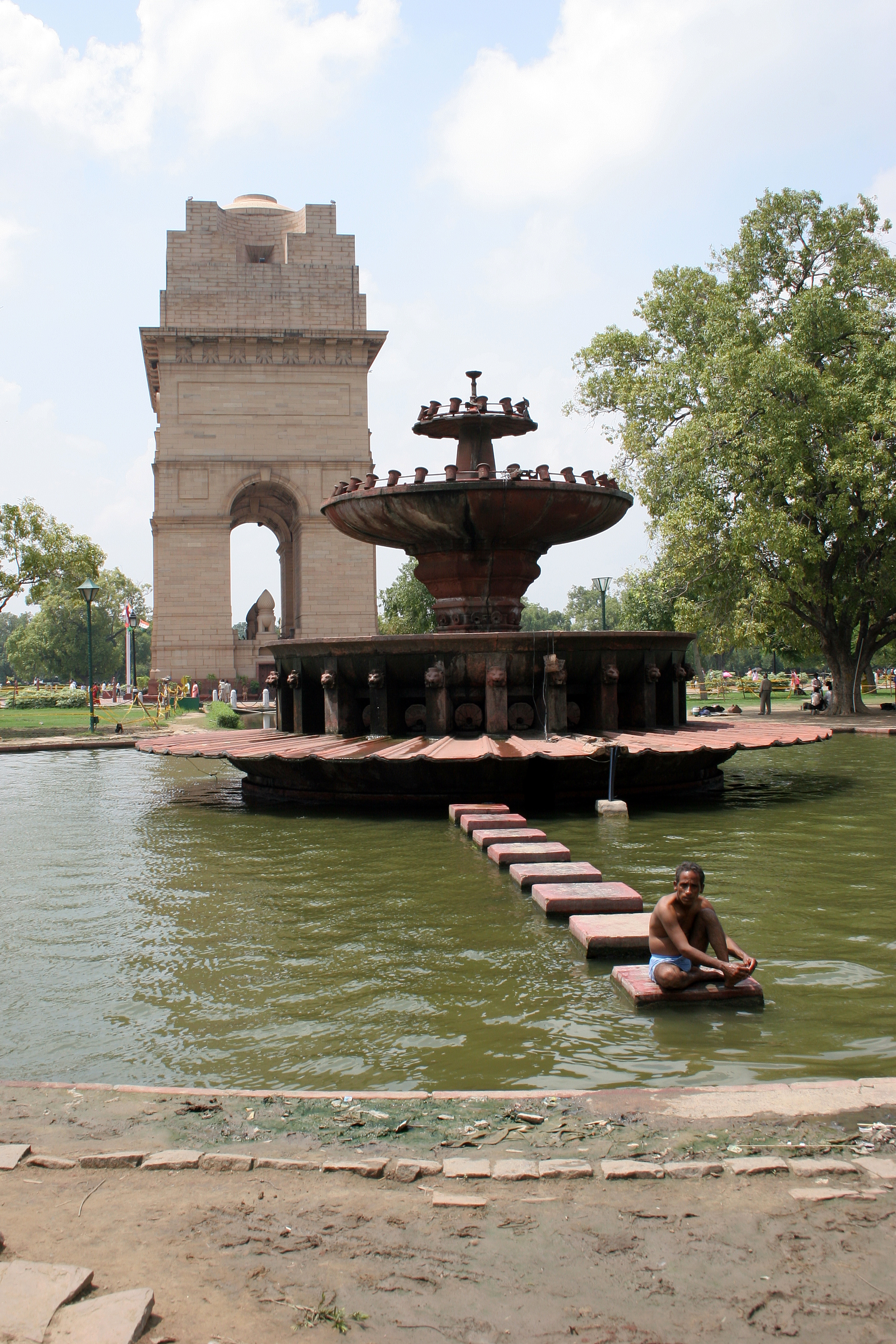
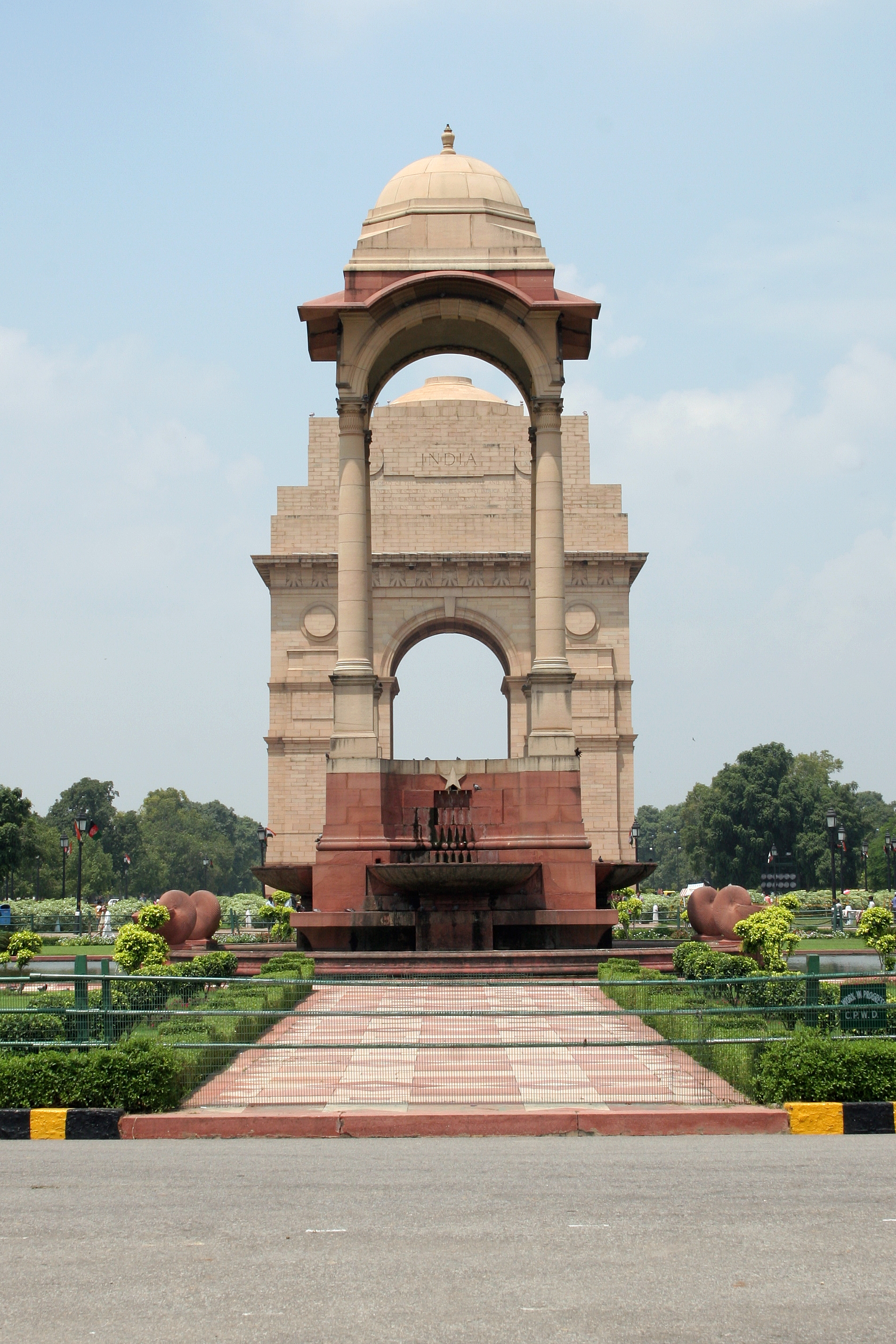
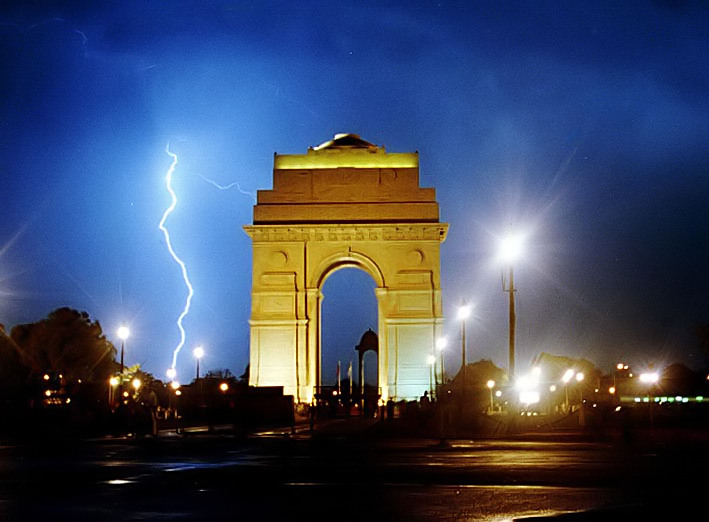
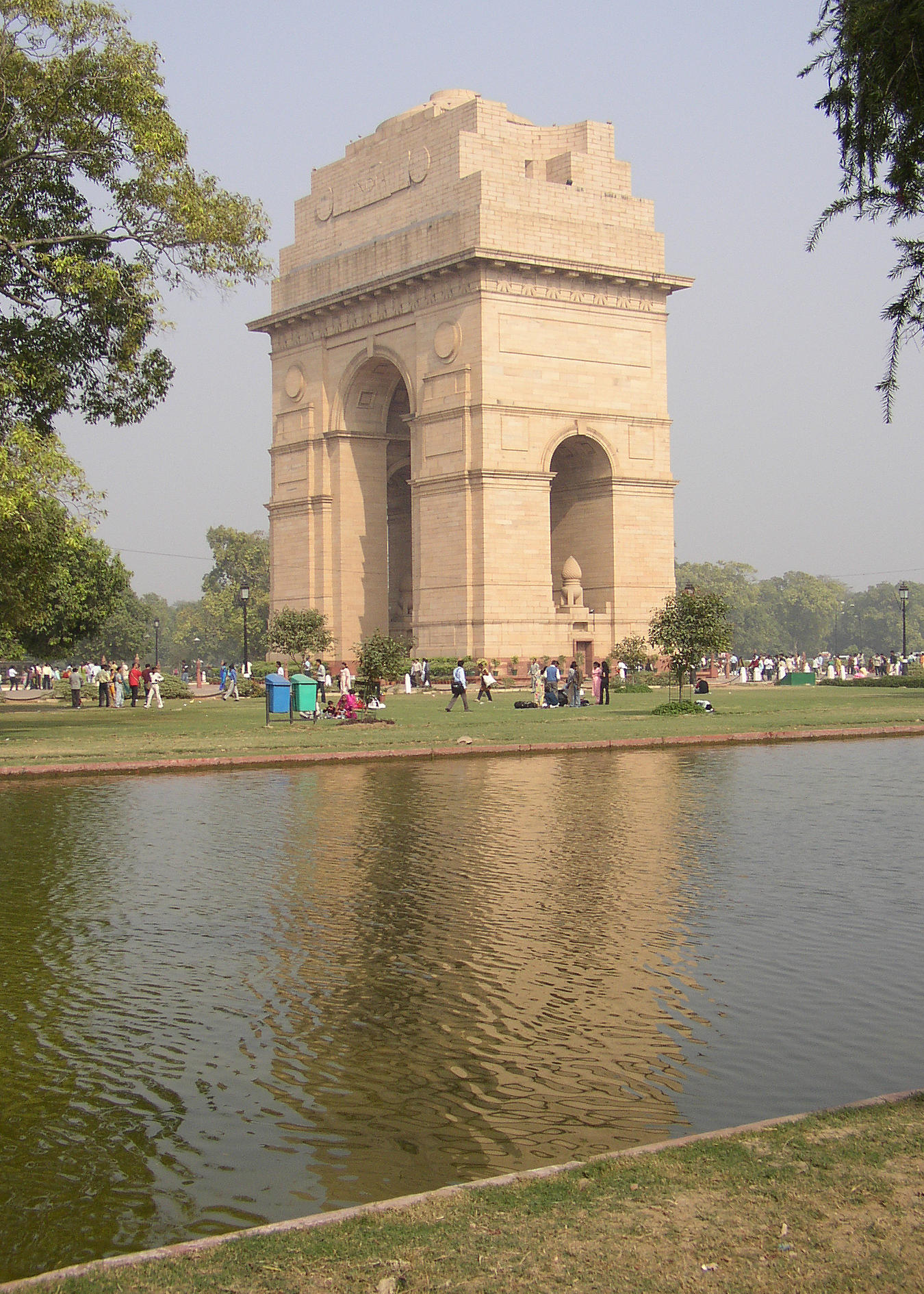
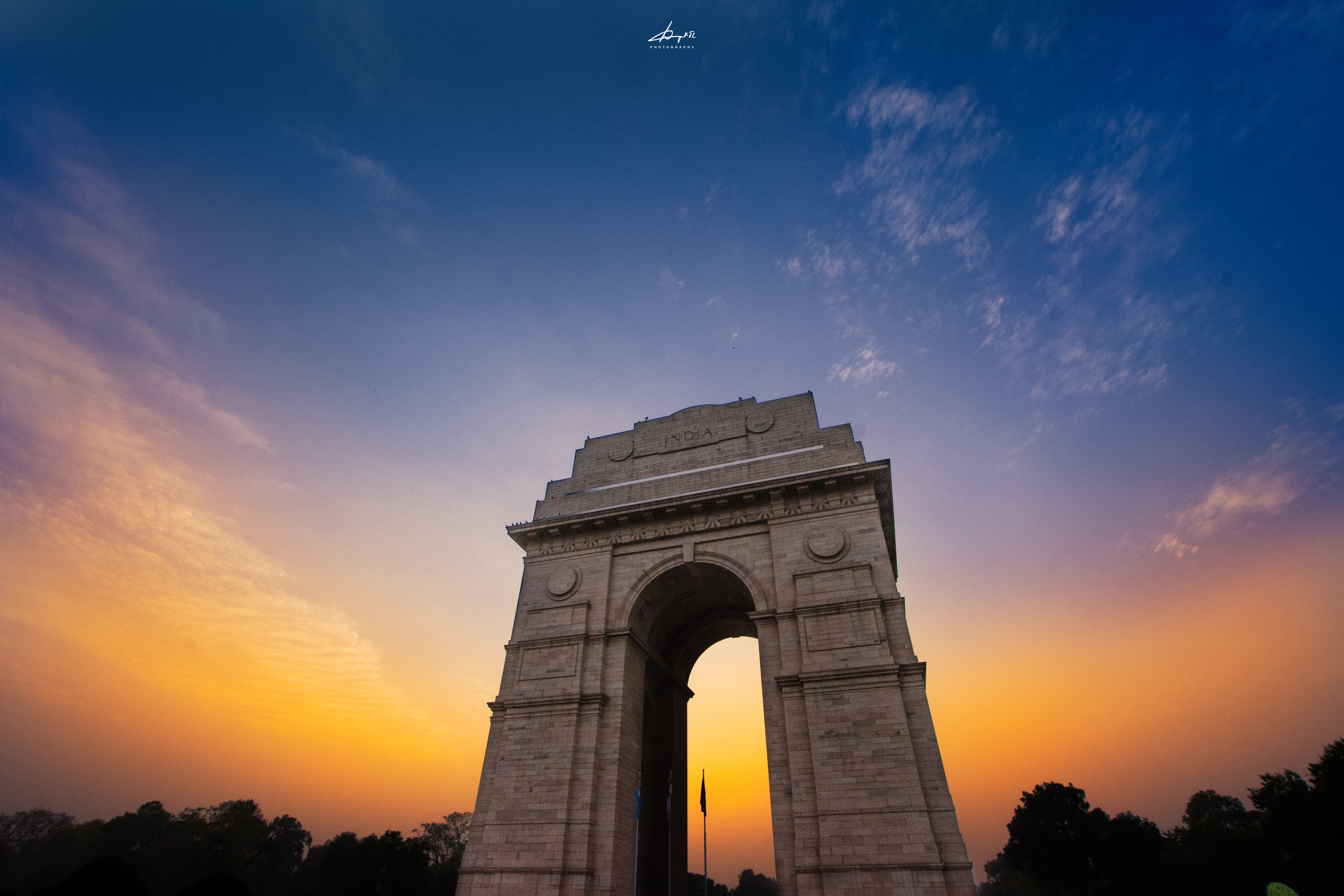
The gate at sunset
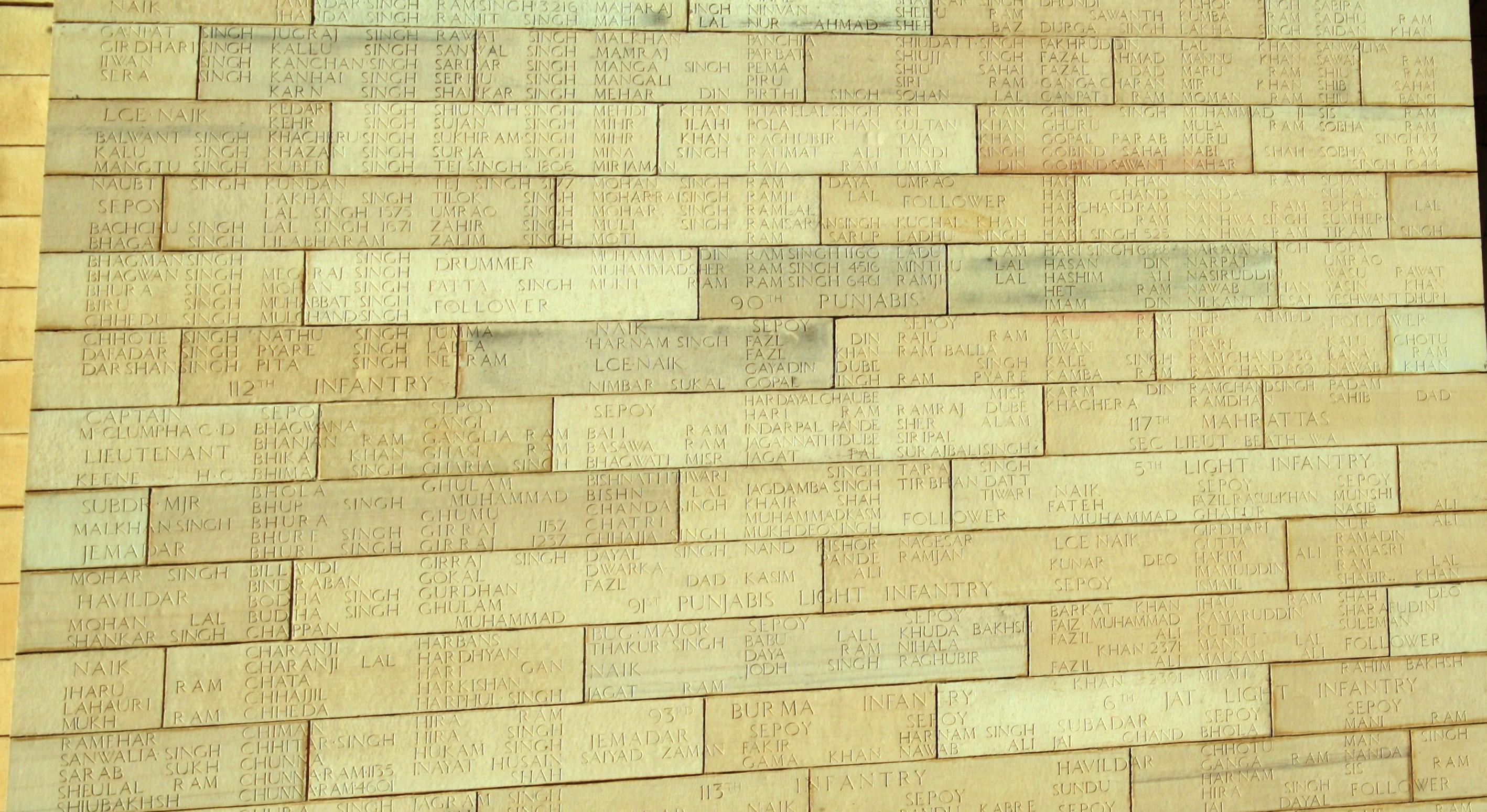
Engravings on the walls of the gate
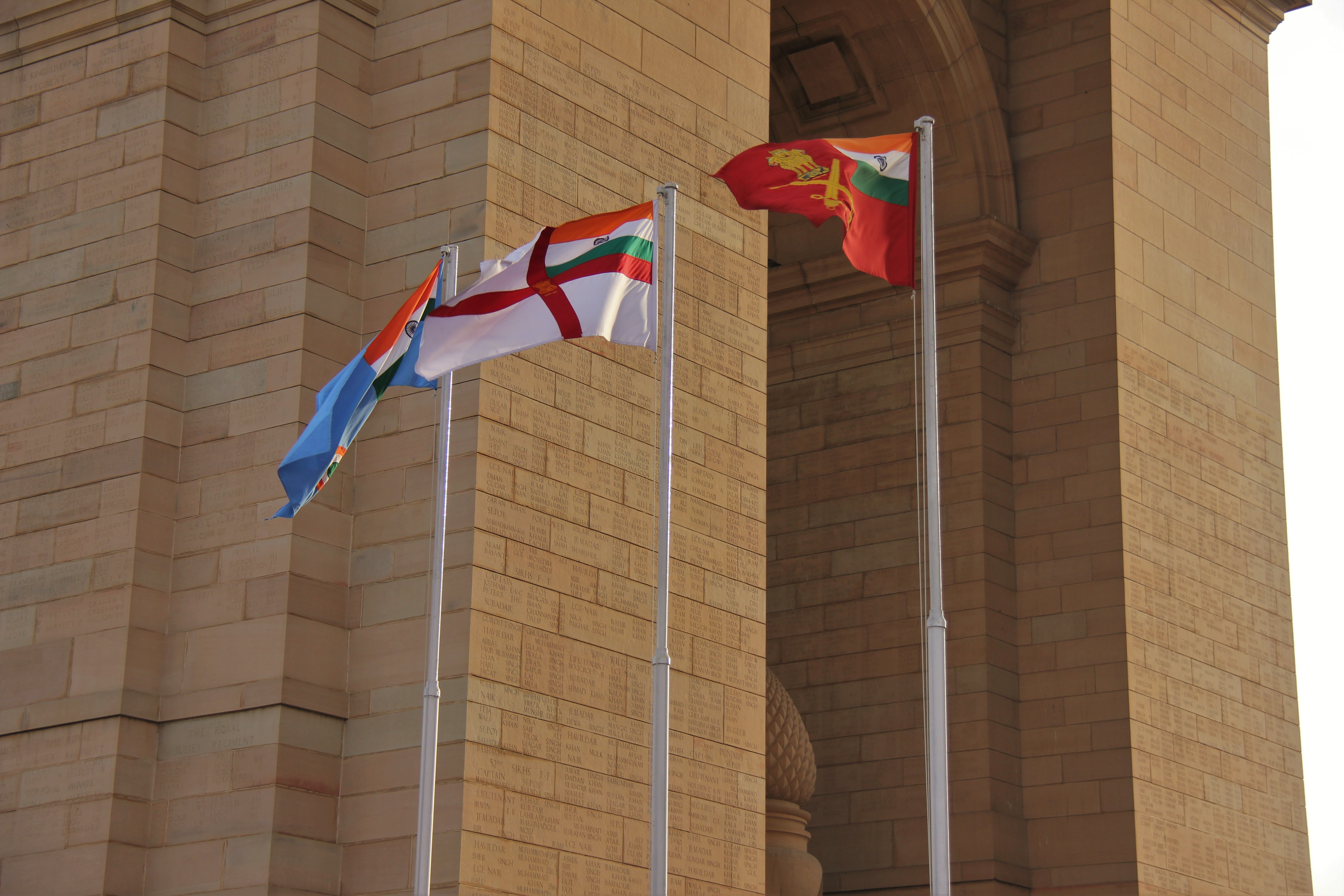
Flags of the Indian Armed Forces at the gate
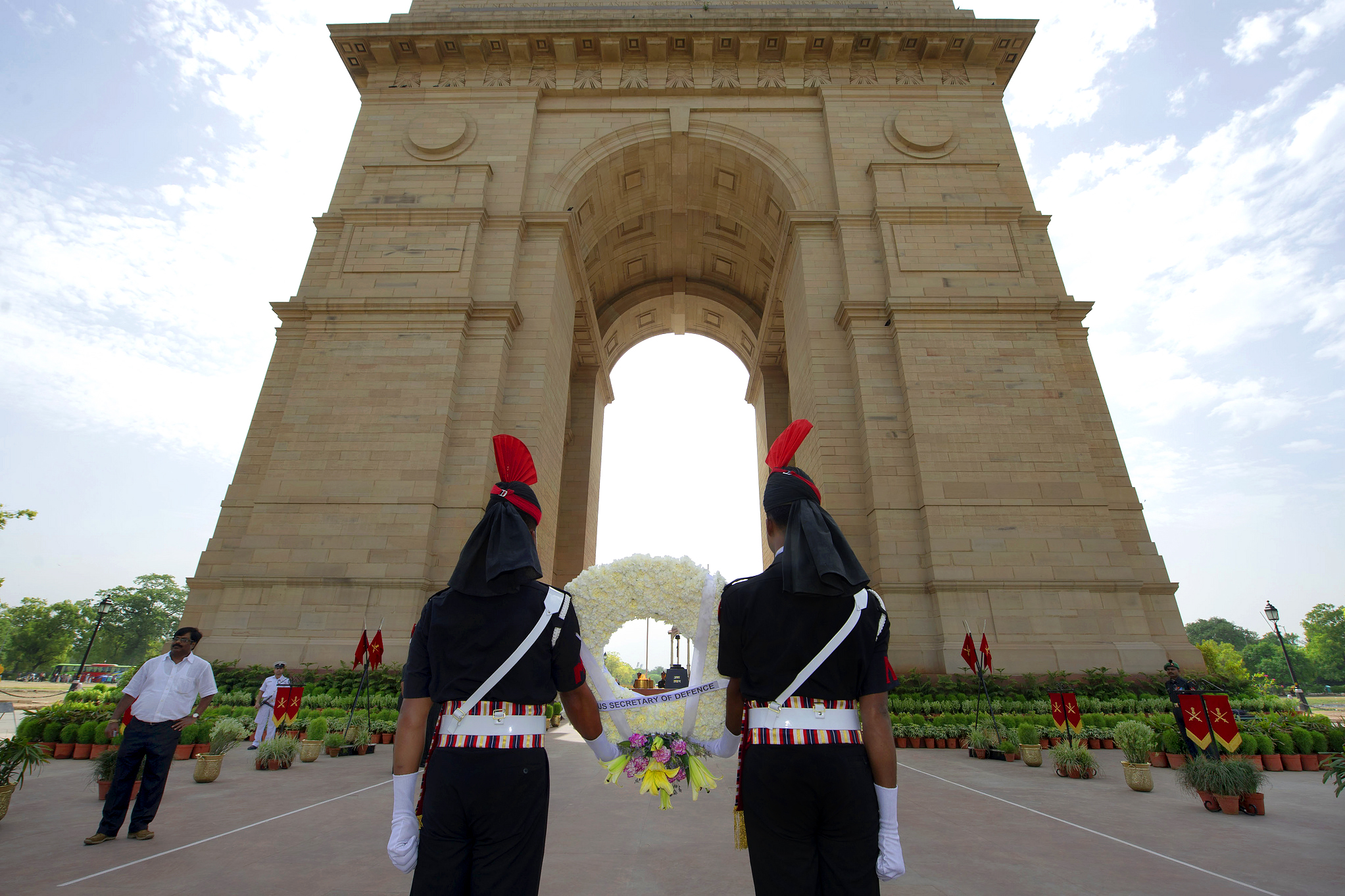
Indian army at the gate
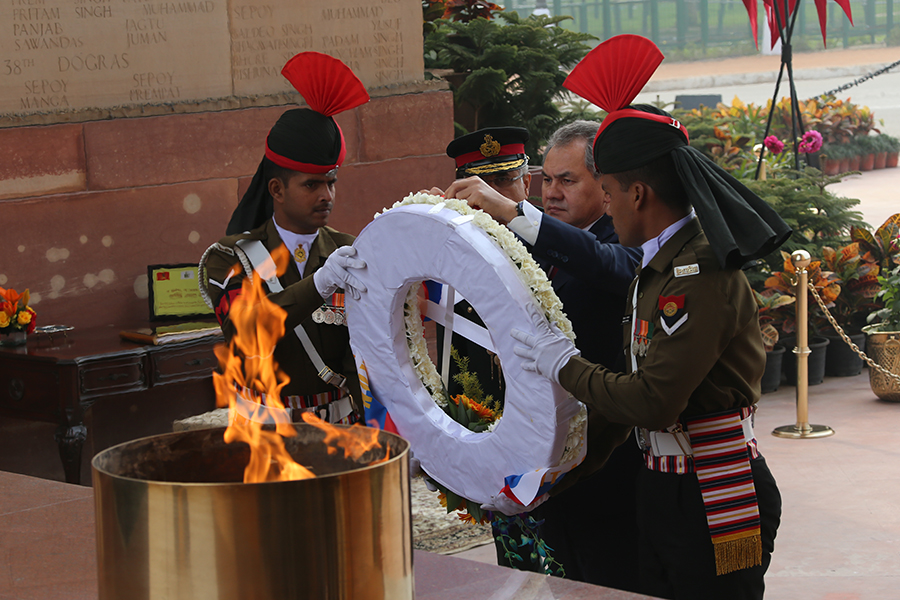
Russian Defence Minister Sergey Shoygu at the wreath laying ceremony
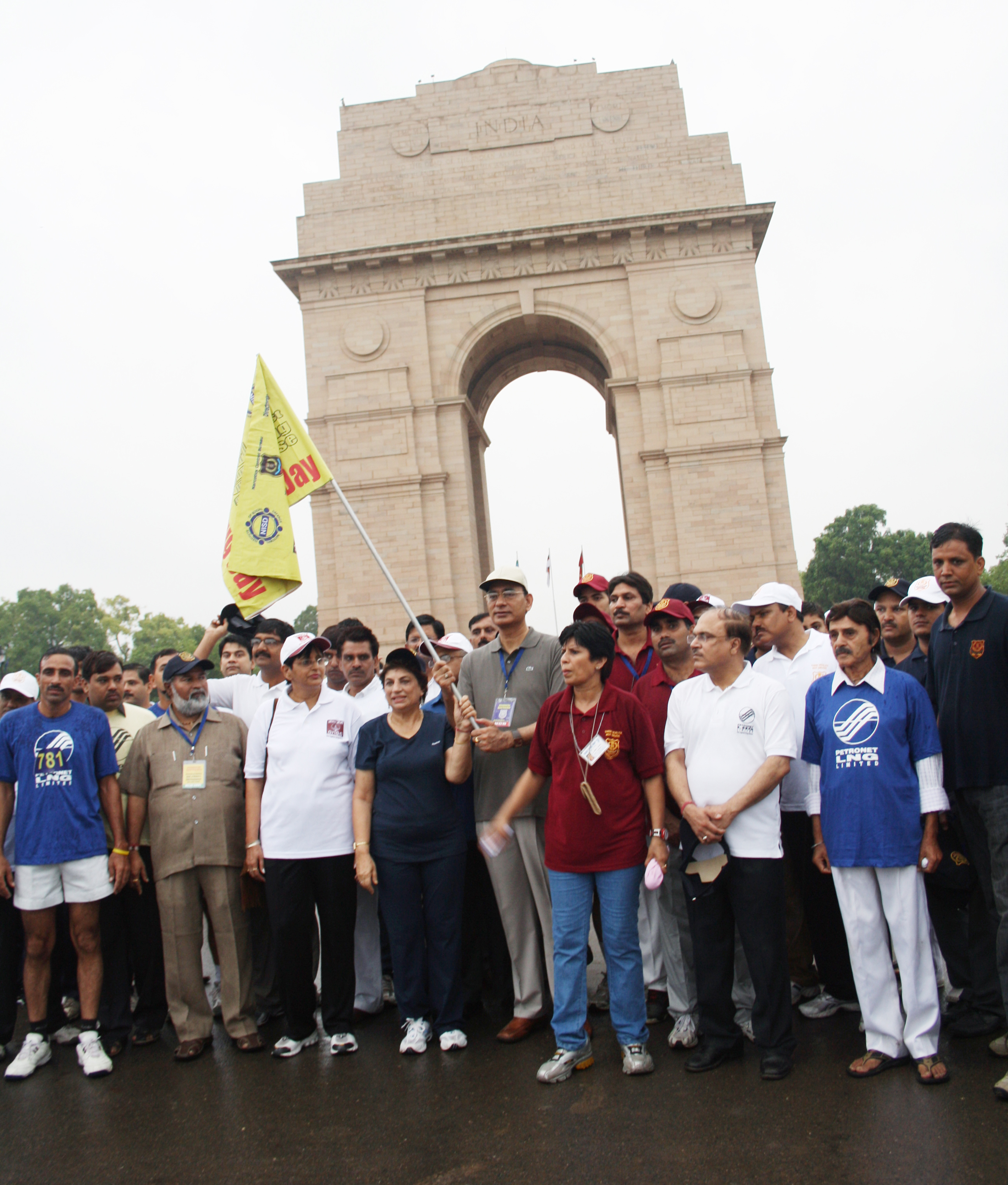
People at the gate, on International Day Against Drug Abuse and Illicit Trafficking, in 2011